# Torneo de las Cuatro Naciones 1906

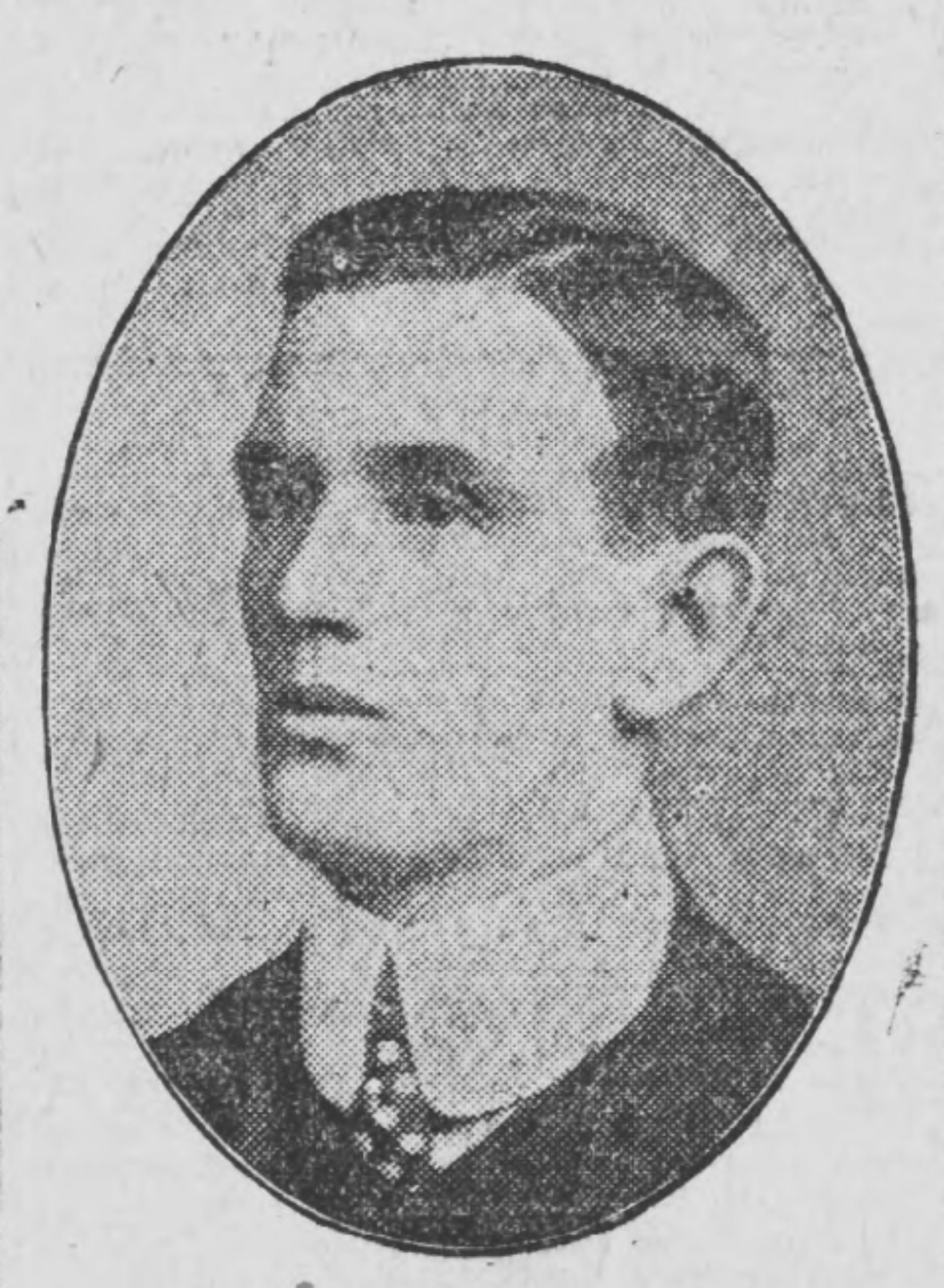
Hopkin Maddock jugador de Gales

El Torneo de las Cuatro Naciones de 1906 (Home Nations Championship 1906) fue la 24° edición del principal Torneo de rugby del Hemisferio Norte.
El campeonato fue compartido entre la selección de Gales y la de Irlanda.

## Clasificación
| Lugar | Selección  | Partidos | Partidos | Partidos  | Partidos | Puntos  | Puntos    | Puntos | Tabla de puntos |
| Lugar | Selección  | Jugados  | Ganados  | Empatados | Perdidos | A favor | En contra | dif.   | Tabla de puntos |
| ----- | ---------- | -------- | -------- | --------- | -------- | ------- | --------- | ------ | --------------- |
| 1     | Irlanda    | 3        | 2        | 0         | 1        | 33      | 25        | +8     | 4               |
| 1     | Gales      | 3        | 2        | 0         | 1        | 31      | 17        | +14    | 4               |
| 3     | Escocia    | 3        | 1        | 0         | 2        | 19      | 24        | -5     | 2               |
| 4     | Inglaterra | 3        | 1        | 0         | 2        | 18      | 35        | -17    | 2               |

## Resultados
| 13 de enero | Inglaterra | 3 - 16 | Gales | Richmond, |  |

| 3 de febrero | Gales | 9 - 3 | Escocia | Cardiff, |  |

| 10 de febrero | Inglaterra | 6 - 16 | Irlanda | Leicester, |  |

| 24 de febrero | Irlanda | 6 - 13 | Escocia | Dublín, |  |

| 10 de marzo | Irlanda | 11 - 6 | Gales | Belfast, |  |

| 17 de marzo | Escocia | 3 - 9 | Inglaterra | Edimburgo, |  |

## Premios especiales
- Copa Calcuta:  Inglaterra